# MUSIC/SP
Pour les articles homonymes, voir Music.
MUSIC ("McGill University System for Interactive Computing") est un système d'exploitation développé par le centre de calcul de l’Université McGill à Montréal. Les initiateurs de ce projet ont été Alan Greenberg et Roy Miller qui ont fait le design original du système et implanté la première version en 1967. MUSIC fonctionnait sur les ordinateurs IBM 360, 370 et 4300 et il offrait des fonctionnalités nouvelles (pour l’époque) comme la compression des données, une gestion simplifiée des fichiers d’utilisateurs par l’imposition de quotas, l’allocation automatique d’espace disque lors de l’écriture des fichiers, etc. Il était conçu pour permettre aux professeurs et aux étudiants de mettre au point leurs programmes interactivement à partir de terminaux à une époque où l’utilisation des cartes perforées en traitement par lots était la norme.
Par la suite, MUSIC est devenu MUSIC/SP (Multi-User System for Interactive Computing / System Product). Avec les années, d’autres développements ont permis l’usage des courriels et de l’Internet. À son apogée à la fin des années 1980, plus de 250 universités, collèges et écoles utilisaient MUSIC en Amérique, en Europe et en Asie.

## Caractéristiques
Les premières versions du système limitaient les noms de fichier à six caractères. Bien que les fichiers puissent être marqués privés par un utilisateur, tous les utilisateurs partageaient une bibliothèque commune et les noms de fichier devaient être uniques. Vers 1977, une des premières révisions majeure du système de fichiers permettait à chaque utilisateur d’avoir une bibliothèque personnelle de fichiers privés ainsi que des noms de plus de six caractères.
Dans un environnement académique, un des avantages de MUSIC était sa facilité d’utilisation si on le compare au traitement par lots avec l’utilisation du JCL (Job Control Language) qui demande un certain apprentissage. Par exemple, une simple ligne entrée au début d’un fichier « /load fortg1 » permettait de compiler un programme FORTRAN et d’en lancer l’exécution comme dans cet exemple :
```
/
input

/
load
 
fortg1

12
 
read
 
(
5
,
*
,
end
=
99
)
 
x

      
y
=
x
+
2
0.5

      
write
 
(
6
,
*
)
 
x
,
y

      
go
 
to
 
12

99
 
stop

      end

/
data

20

/
endrun

*
GO

/
save 
essai
.
fortran

```

Les programmes pouvaient être écrits dans différents langages tels que Algol, APL, Assembleur, FORTRAN (compilateurs G-1 d’IBM et WATFIV de l’Université de Waterloo), COBOL, VS-BASIC, Pascal et PL/I. MUSIC comprenait aussi plusieurs programmes utilitaires, incluant des éditeurs de texte ainsi qu’un logiciel de mise en page appelé MUSIC/SCRIPT. La plupart des programmes spécialisés utilisés en enseignement étaient aussi disponibles : SPSS/G, IMSL, etc.
MUSIC pouvait utiliser une grande variété de terminaux d’ordinateur, autant ceux d’IBM (2741, 3101, famille 3270) que des terminaux asynchrones ASCII fournis par de tierces parties (Digital Equipment Corporation, Volker Craig, Datamedia, Texas Instruments, Xerox, etc.).

## Émulation
L’émulateur Sim390 qui fonctionne sous Microsoft Windows contient une version de démonstration gratuite de MUSIC/SP. La démonstration peut aussi tourner sous l’émulateur Hercules pour les systèmes autres que Windows.